# 河南省人民委员会
河南省人民委员会是1955年1月至1968年1月间中华人民共和国河南省的省级国家行政机关。

## 历任领导

### 河南省一届人大期间
- 任期：1955年1月—1958年12月
- 省长：吴芝圃
- 副省长：赵文甫、邢肇棠、史向生、嵇文甫、贾心斋、齐文俭（以上为1955年1月河南省一届人大二次会议选出）
  - 补选：王国华、李庆伟、侯连瀛、王毅斋、张轸、彭笑千、邵文杰（以上为1956年11月河南省一届人大五次会议增选产生）

### 河南省二届人大期间
- 任期：1958年12月—1964年9月
- 省长：吴芝圃（—1962年） → 文敏生（1962年7月，河南省二届人大三次会议补选产生）
- 副省长：赵文甫、邢肇棠、嵇文甫、贾心斋、齐文俭、李庆伟、王维群、张柏园、彭笑千、邵文杰

### 河南省三届人大期间
- 任期：1964年9月—1968年1月
- 省长：文敏生
- 副省长：赵文甫、王维群、李庆伟、齐文俭、张柏园、彭笑千、邵文杰、杜孟模